# Johannes Hintz
Pour les articles homonymes, voir Hintz.
Johannes Hintz (1898-1944) est un général de la Luftwaffe de la Seconde Guerre mondiale. Il fut l'un des premiers à recevoir la Croix de chevalier de la Croix de fer, dès 1940.

## Biographie
Johannes Hintz naît le 1er octobre 1898, à Metz, une ville de garnison animée d'Alsace-Lorraine. Avec sa ceinture fortifiée, Metz est alors la première place forte du Reich allemand, constituant une pépinière d'officiers supérieurs et généraux. Comme Julius von Bernuth, le jeune Johannes se tourne naturellement vers une carrière militaire.

### Première Guerre mondiale
Lors de la Première Guerre mondiale, Johannes Hintz s’engage comme volontaire dans l'armée impériale. Après ses classes d’élève-officier, il est affecté le 26 juin 1915 au 74e régiment d'infanterie (de) comme officier d’ordonnance. Promu Leutnant le 16 janvier 1917, Hintz restera dans ce régiment jusqu’à la fin du conflit.

### Entre-deux-guerres
Comme ses compatriotes Eduard Schützek et Sigmund von Imhoff, Johannes Hintz poursuit sa carrière dans la police de la République de Weimar. Hintz est d’abord affecté à Kattowitz, comme Polizei-Leutnant, le 5 novembre 1919, puis à Hanovre, en 1920. Là, Johannes Hintz gravit peu à peu les échelons. Polizei-Oberleutnant le 7 avril 1925, Hintz est promu Polizei-Hauptmann le 1er octobre 1928. D’octobre 1928 à septembre 1933, le capitaine Hintz est nommé instructeur à l’école de police de Hildesheim. De 1933 à 1935, le capitaine Hintz sert de nouveau dans la police de Hanovre.
Comme Hans-Henning von Fölkersamb et Kurt Griepenkerl, Johannes Hintz est affecté dans la Luftwaffe. Affecté, comme chef de batterie, dans le 12e Flak-Regiment, un régiment de défense anti-aérienne, Johannes Hintz  est promu Hauptmann, capitaine, en août 1935. Le 20 avril 1936, le capitaine Hintz est promu Major, commandant. Toujours chef de batterie, le commandant Hintz sert dans le Flakabteilung (F/88) "Legion Condor", du 7 novembre 1936 au 1er juillet 1937. Le commandant Hintz sert de nouveau dans le 12e Flak-Regiment, comme chef de batterie, puis Kommandeur du 1er Bataillon, le 1er octobre 1937. En novembre 1938, le commandant Hintz est promu Oberstleutnant, lieutenant-colonel. Johannes Hintz est nommé Kommandeur du 32e Flak-Regiment, le 26 août 1939 à la veille de la Seconde Guerre mondiale.

### Seconde Guerre mondiale
Après la déclaration de guerre, Johannes Hintz reste à la tête du Flak-Regiment 32, renommé Flak-Regiment 101 en octobre 1939, fonction qu’il assumera jusqu’en juillet 1940. Après la Campagne de France, il est  nommé Kommandeur de la Flakschule I, l’école de la Flak de Rerik. Compte tenu de sa conduite exemplaire devant l’ennemi en mai 1940, Johannes Hintz reçoit la Ritterkreuz en juillet 1940, avant d’être promu Oberst, colonel, le 19 juillet 1940. Il conserve son poste jusqu’au 4 mars 1942, assumant parallèlement les fonctions de Kommandeur de la Flak locale. 

Le 5 mars 1942, Hintz est nommé Kommandeur de la 4e Flak-Division. Toujours à la tête de la 4e Flak-Division, Hintz est promu Generalmajor, général de brigade, le 1er avril 1943. À partir du 1er mars 1944, le général Hintz sert à l’État-major du 3e Flak-Korps. 

Le 14 mai 1944, alors que les Alliés envahissent le ciel de la France, Hintz est grièvement blessé dans un accident de voiture. Immédiatement hospitalisé, il meurt de ses blessures, à Paris, le 21 mai suivant.
À titre posthume, Johannes Hintz sera promu Generalleutnant, général de division, à effet du 1er mai, le 26 juillet 1944.

## Décorations
- Ritterkreuz des Eisernen Kreuzes (no 93): le 29 juillet 1940, comme Oberstleutnant et Kommandeur du Flak-Regiments 101[4].
- Eisernes Kreuz 1914 1re et 2e classes.
- Ehrenkreuz für Frontkämpfer
- Wehrmacht-Dienstauszeichnung 4e, 3e et 2e classes
- Medalla de la Campaña Española (1936−1939)
- Spanienkreuz mit Schwertern
- Spange zum Eisernen Kreuz 1939, 2e classe (11 mai 1940), 1re classe (26 mai 1940)

## Sources
- Karl-Friedrich Hildebrand: Die Generale der deutschen Luftwaffe 1935–1945 vol. 2: H-N, Biblio Verlag, Osnabrück, 1992.
- Fellgiebel, Walther-Peer: Die Träger des Ritterkreuzes des Eisernen Kreuzes 1939-1945. Podzun-Pallas, Friedburg, 2000.
- Scherzer, Veit : Ritterkreuzträger 1939–1945 Die Inhaber des Ritterkreuzes des Eisernen Kreuzes 1939 von Heer, Luftwaffe, Kriegsmarine, Waffen-SS, Volkssturm sowie mit Deutschland verbündeter Streitkräfte nach den Unterlagen des Bundesarchives, Scherzers Miltaer-Verlag, Jena, 2007.
- Henry L. deZeng IV, Douglas G. Stanke: Luftwaffe Officer Career Summaries - Luftwaffe Officers 1935 - 1945, t.3, Section G-K, avril 2012 (p. 183)(en ligne).